# Indicatifs régionaux 779 et 815

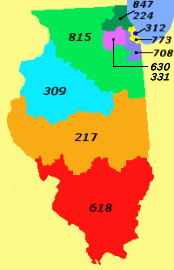
L'indicatif régional 815, en vert.

L'indicatif régional 815 est l'un des indicatifs téléphoniques régionaux de l'État de l'Illinois aux États-Unis.

## Description
Il couvre la plupart du nord de l'état mis à part Chicago et les Quad Cities. Il dessert cependant quelques quartiers à l'ouest de Chicago. Il fait partie des quatre premiers indicatifs régionaux implémentés en Illinois en 1947. En 1957, sa partie ouest fut combinée avec la partie nord de l'Indicatif régional 217 pour former l'Indicatif régional 309. En préparation à un Chevauchement d'un indicatif régional avec le 779, on eut requis de tous les appels de la zone d'être composés avec le nouvel indicatif régional le 17 février 2007 pour préparer l'activation du nouvel indicatif 779 un mois plus tard.

## Principales villes desservies par l'indicatif
Cette partie présente la liste de villes et villages inclus dans l'indicatif régional 815 et 779 :
- Adeline
- Amboy
- Andres
- Apple River
- Argyle
- Aroma Park
- Ashkum
- Ashton
- Baileyville
- Ballou
- Belvidere
- Bonfield
- Bourbonnais
- Braceville
- Bradley
- Braidwood
- Brush Point
- Buckingham
- Buffalo Grove
- Bull Valley
- Byron
- Caledonia
- Capron
- Carbon Hill
- Cedar Point
- Cedarville
- Chadwick
- Chana (Illinois)
- Channahon
- Cherry Valley
- Clifton
- Coal City
- Coleta (Illinois)
- Coltonville
- Compton
- Coral (Illinois)
- Cortland
- Crest Hill
- Creston
- Crystal Lake
- Crystal Lawns (en)
- Dakota
- Dana
- Danforth
- Davis
- Davis Junction
- Daysville
- Deer Grove
- DeKalb
- Diamond
- Dixon
- Durand
- Dwight
- Earlville
- East Brooklyn
- East Dubuque
- Egan (Illinois)
- Eleroy
- Elizabeth
- Elwood (Illinois)
- Esmond (Illinois)
- Essex
- Fairdale (en)
- Fairmont (Illinois) (en)
- Flagg Center
- Forreston
- Frankfort
- Frankfort Square (en)
- Franklin Grove
- Freeport
- Fulton
- Galena
- Genoa
- Garden Prairie
- Gardner
- German Valley
- Gilman
- Godley
- Grand Detour
- Grand Ridge
- Grant Park
- Granville
- Greenwood
- Haldane
- Hanover
- Harmon
- Harrison
- Harvard
- Hebron
- Herscher
- Holiday Hills
- Homer Glen
- Hillcrest
- Hinckley
- Hopkins Park
- Ingalls Park (en)
- Irwin
- Johnsburg
- Joliet
- Kangley
- Kankakee
- Kent (Illinois) (en)
- Kings (Comté d'Ogle, Illinois)
- Kingston
- Kinsman
- Kirkland
- Lake Holiday (en)
- Lake Summerset
- Lakemoor
- Lakewood
- Lakewood Shores (en)
- Lanark
- LaSalle
- Leaf River
- Lee
- Leland
- Lena
- Leonore
- Lindenwood
- Lisbon
- Lockport
- Lostant
- Loves Park
- Lyndon (Illinois)
- Machesney Park
- Malta
- Manhattan Park
- Manteno
- Maple Park
- Marengo
- Marseilles
- Mazon
- McCullom Lake
- McHenry
- Mendota
- Menominee
- Meriden (Illinois)
- Millbrook
- Milledgeville
- Millington
- Minooka
- Mokena
- Momence
- Monee
- Monroe Center
- Morris
- Morrison
- Mount Carroll
- Mount Morris
- Naplate
- Nelson
- New Milford (Illinois)
- New Lenox
- Newark
- Nora
- North Utica ou Utica
- Norway
- Odell
- Oglesby
- Onarga
- Oneco (en)
- Orangeville
- Oregon
- Ottawa
- Paw Paw
- Paynes Point
- Pearl City
- Pecatonica
- Peotone
- Peru
- Plainfield
- Polo
- Pontiac
- Poplar Grove
- Prairie Grove
- Preston Heights (en)
- Princeton
- Prophetstown
- Ransom
- Reddick
- Richmond
- Ridott
- Ringwood
- Ritchie (Illinois) (en)
- Rochelle
- Rock City
- Rock Falls
- Rockdale (Illinois)
- Rockford
- Rockton
- Rodden (en)
- Romeoville
- Roscoe (Illinois)
- Rutland
- St. Anne
- Sandwich
- Savanna
- Scales Mound
- Seneca
- Serena (Illinois) (en)
- Seward (Illinois) (en)
- Shabbona
- Shannon
- Sheridan
- Shirland (en)
- Shorewood
- Somonauk
- South Beloit
- South Wilmington
- Spring Grove
- Spring Valley
- Sterling
- Steward
- Stillman Valley
- Stockton
- Streator
- Sublette
- Sun River Terrace
- Sycamore
- Symerton
- Tampico
- Thomson
- Timberlane
- Toluca
- Tonica
- Triumph (Illinois)
- Troy Grove
- Union
- Union Hill
- Verona
- Waddams Grove (en)
- Walnut
- Warren
- Waterman
- Watseka
- West Brooklyn
- Wenona
- Wilmington
- Wilton (Illinois)
- Wilton Center
- Winnebago (Illinois)
- Winslow
- Wonder Lake
- Wonder Lake (CDP) (en)
- Woodstock
- Woosung